# Harun Nasution
Harun Nasution (geb. 1919; gest. 1998) war ein indonesischer Islamwissenschaftler und muslimischer Reformer. Er setzte sich für eine Wiederbelebung muʿtazilitischer Sichtweisen im Islam ein. Er reformierte den Lehrplan mehrerer islamischer Universitäten in Indonesien, indem er den Schwerpunkt auf Dialektik und Diskussion im Unterricht legte, anstatt nur auf das Auswendiglernen.

## Leben
Harun Nasution studierte u. a. an der al-Azhar-Universität in Kairo und ab 1962 am Institute of Islamic Studies der McGill-Universität in Montréal. 1969 schloss er mit einem Ph.D. mit einer Diss. über die Theologie Muhammad Abduhs und muʿtazilitische Einflüsse auf diese ab. Er lehrte am IAIN (Institut Agama Islam Negeri / Staatliches Islamisches Institut) in Jakarta.
Zu den grundlegenden Lehren der Muʿtazila schreibt er:

it is possible to discern a form of rationalism, but not a rationalism that opposes religion or rejects the absolute truth of revelation... It is also possible to discern a form of naturalism, but not an atheistic naturalism that denies the existence and greatness of God... There is also human freedom and dynamism, but not absolute freedom from the design established by God... The doctrines of dynamism, human freedom and accountability, rationalism and naturalism taught by the Mu'tazila contributed significantly to the development of philosophy and the religious and secular sciences during the Classical Period of Islamic civilization.